# Pęperzyn (gromada)
Pęperzyn – dawna gromada, czyli najmniejsza jednostka podziału terytorialnego Polskiej Rzeczypospolitej Ludowej w latach 1954–1972.
Gromady, z gromadzkimi radami narodowymi (GRN) jako organami władzy najniższego stopnia na wsi, funkcjonowały od reformy reorganizującej administrację wiejską przeprowadzonej jesienią 1954 do momentu ich zniesienia z dniem 1 stycznia 1973, tym samym wypierając organizację gminną w latach 1954–1972.
Gromadę Pęperzyn z siedzibą GRN w Pęperzynie utworzono – jako jedną z 8759 gromad na obszarze Polski – w powiecie sępoleńskim w woj. bydgoskim, na mocy uchwały nr 24/9 WRN w Bydgoszczy z dnia 5 października 1954. W skład jednostki weszły obszary dotychczasowych gromad Pęperzyn, Sitno i Zabartowo ze zniesionej gminy Więcbork w tymże powiecie. Dla gromady ustalono 25 członków gromadzkiej rady narodowej.
31 grudnia 1961 do gromady Pęperzyn włączono tereny położone na południe od toru kolejowego w rejonie Karolewa z gromady Wielowicz w tymże powiecie.
Gromadę zniesiono 1 stycznia 1969, a jej obszar włączono do gromad Więcbork (sołectwa Zabartowo i Pęperzyn), Wąwelno (sołectwo Sitno) i Runowo (PGR Zabartowo) w tymże powiecie.